# Klein Briesen
Klein Briesen ist ein Gemeindeteil im Ortsteil Groß Briesen der Stadt Bad Belzig im Landkreis Potsdam-Mittelmark im Land Brandenburg.

## Geografische Lage
Klein Briesen liegt naturräumlich im Hohen Fläming und dort östlich von Groß Briesen. Östlich hiervon liegt der weitere Bad Belziger Ortsteil Ragösen, nördlich die Gemeinde Golzow, südlich Dippmannsdorf (zu Bad Belzig). Südlich fließt der Bullenberger Bach am Ort vorbei; das umgebende Gebiet steht unter Naturschutz. Die höchste Erhebung ist mit 112,8 m der außerhalb der Gemarkung südlich liegende Fuchsberg.

## Geschichte

### 13. bis 17. Jahrhundert
Die Gutssiedlung erschien urkundlich erstmals im Landbuch Karls IV. im Jahr 1375 als Brisen parva mit dem Zusatz „parva“ = klein, um es vom benachbarten Groß Briesen unterscheiden zu können. Allerdings wurde es zu dieser Zeit nur im Dorfregister erwähnt und war vermutlich schon wüst. Es gehörte vor 1412 der Familie von Ziegesar und war 1412 wüst gefallen (ein wuste dorff Lutige Brezen). Im Jahr 1452 fiel die Entscheidung, dass die dorfsteten…lutke brieszen in Brandenburg bleiben soll, während Groß Briesen als Lehen nach Sachsen-Wittenberg kam. Doch erst 1565 wurde auf der Gemarkung ein neues Vorwerk errichtet. Die von Ziegesar verkauften das Dorf daraufhin im Jahr 1578 an die Adelsfamilie von Thümen, die genealogisch eine eigene Familienlinie Göbel-Klein Briesen heraus bildete. Aus ihrer Zeit ist die Existenz eines Rittersitzes im Jahr 1608 überliefert, in dem im Jahr 1624 elf Kossäten lebten. Das Dorf wurde im Dreißigjährigen Krieg vollständig zerstört: Noch 1687 waren alle Kossätenhöfe wüst; lediglich zwei Hausleute lebten im Dorf. Sie wurden bis 1685 vom Pfarrer in Ragösen betreut. Im genannten Jahr kam Klein Briesen als Tochterkirche zu (Neu) Werbig in der Provinz Sachsen. Im Jahr 1692 entstand im Ortskern eine Dorfkirche. Das Gut gehörte inzwischen Johann Georg von Thümen, Sohn der Elisabeth von Rohr und des Joachim Friedrich von Thümen-Göbel.

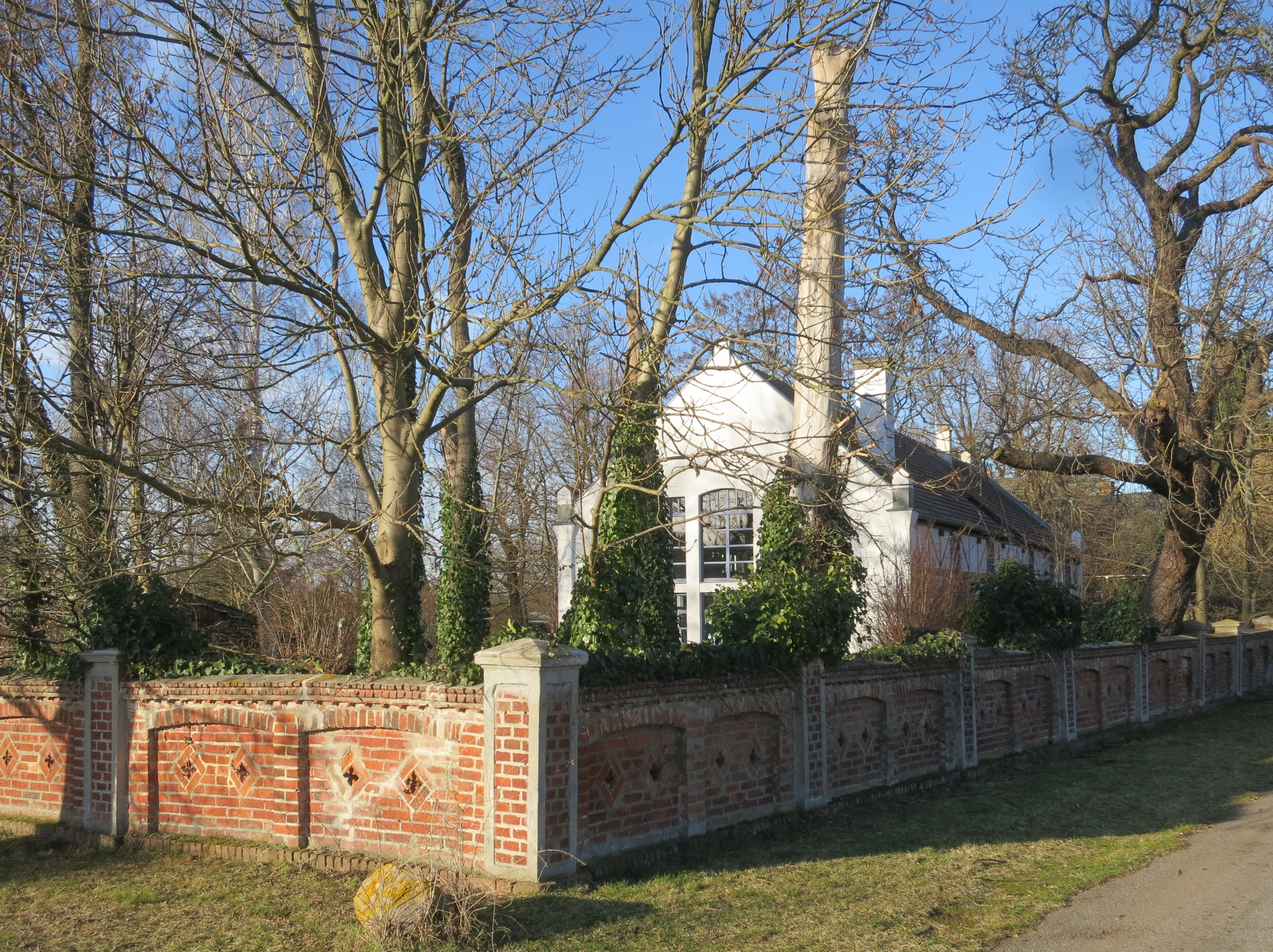
Gut Klein Briesen

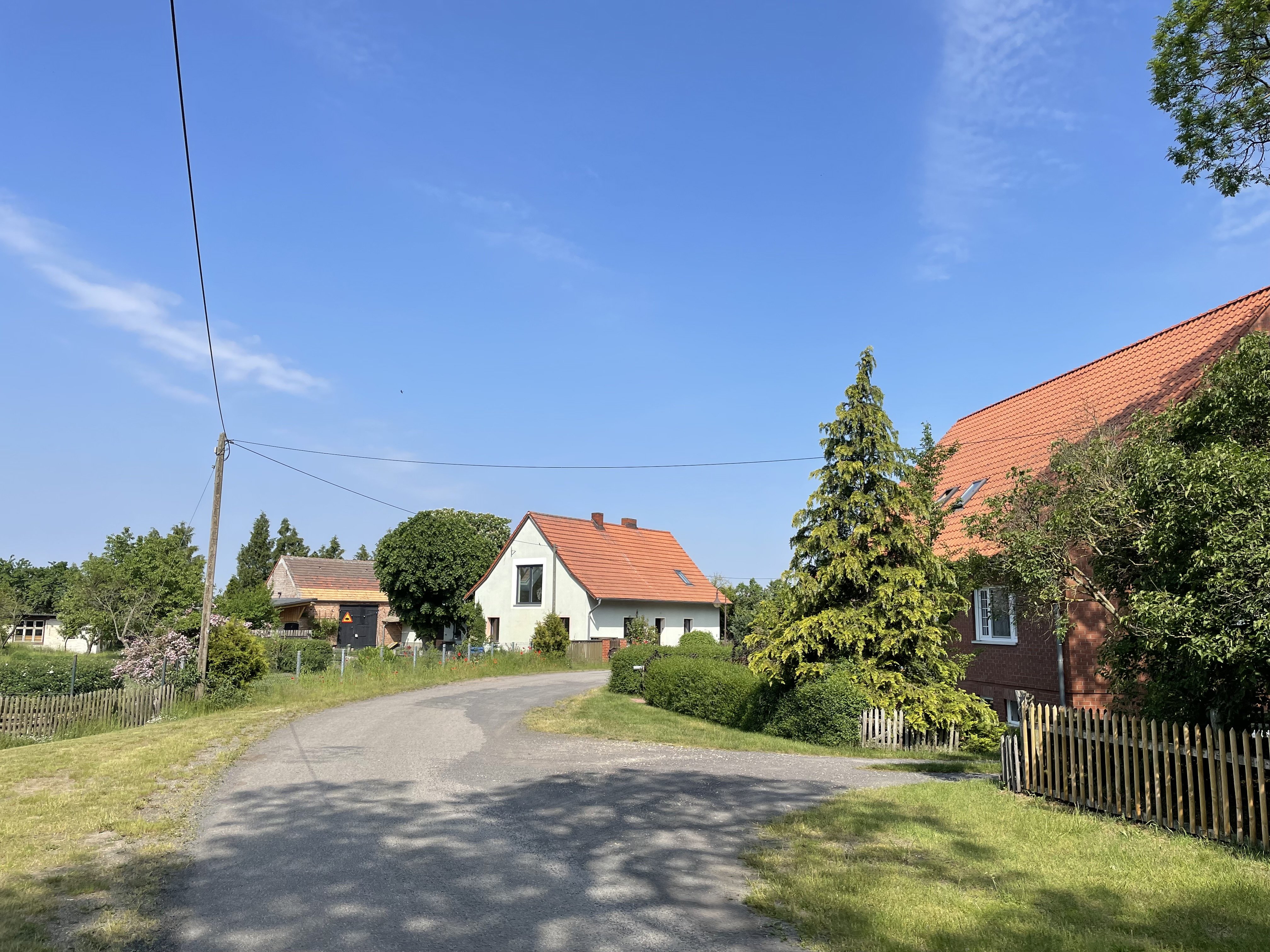
Ortsansicht

### 18. bis 20. Jahrhundert
Ihm folgte als direkter Erbe Levin Friedrich von Thümen sowie wiederum dessen Sohn Hans Georg von Thümen. In Klein Briesen waren bis 1745 die einst wüsten Kossätenhöfe wieder komplett besetzt. Es gab eine Wassermühle mit einem Gang, eine Schneidemühle und eine Schäferei. Allerdings verzeichnete die Statistik für das Jahr 1772 nur noch zwei Kossätenhöfe und einen Müller. Im Jahr 1801 gab es das Gut mit vier Büdnern, vier Einliegern, einem Krug, einer Wasser-, Mahl- und Schneidemühle. Zwei Förster schlugen 1500 Morgen (Mg) Holz. Im Dorf wurden auf einer Bauernhufe und zwölf Lehnhufen insgesamt 16 Feuerstellen (=Haushalte) betrieben. Hieran änderte sich in den folgenden Jahrzehnten nur wenig: 1837 bestand Klein Briesen aus dem Rittergut und Dorf mit 12 Wohnhäusern. Im Jahr 1858 gab es das Gut mit dem Abbau Wassermühle, der 1803 noch als Mahl- und Schneidemühle bezeichnet wurde. Das Dorf war 2149 Mg groß, darunter 6 Mg Gehöfte, 3 Mg Gartenland, 480 Mg Acker, 65 Mg Wiese, 95 Mg Weide und 1500 Mg Wald. Im Dorf standen ein öffentliches, 17 Wohn- und 22 Wirtschaftsgebäude, darunter die bereits genannte Wasser-, Getreide- und Sägemühle. Mitte des 18. Jahrhunderts gehörte das Klein Briesener Gut der Thümen weiterhin zu einem größeren Güterkomplex, mit Göbel, Klein Lübars und Bencken, wobei Göbel lange das Hauptgut war. Gutsherr war u. a. der fürstl. anhalt. Geheimrat Friedrich Karl von Thümen (1756–1824). Aus seiner ersten Ehe mit Johanna von Ebra stammte der Gutserbe Karl von Thümen (1786–1853), der auch in Klein Briesen lebte und die Güter auf seine Nachfahren aufteilte.  Bis 1872 übte die Gutsherrschaft sogar die örtliche Gerichtsbarkeit aus.
Zur nächsten Jahrhundertwende standen im 638 ha großen Dorf 14 Häuser. Vor 1880 hatte das Rittergut einen Umfang von 610 ha, davon waren 428 ha Forsten. Formell zunächst im Minorat seit 1853, mit dem Tod des Vaters, und dann bis 1926 war siebzig Jahre der spätere Generalleutnant a. D. Hans von Thümen Gutsbesitzer auf Klein Briesen, auf 625 ha. Er war seit 1877 zu Berlin mit Susanne, verwitwete von Zitzewitz, geborene Hellwege (1847–1928), verheiratet, lebte größtenteils in Berlin, und hatte keine Kinder. So fiel Gut Klein Briesen an eine von Thümen`sche Erbengemeinschaft. Dies waren Nachfahren des Bruders des Generalleutnants, des Generalmajors Richard von Thümen (1836–1898). Es war seine Schwiegertochter Marie Frieda von Thümen, geborene von Bonin (1884–1973), selbst Tochter des Generals Gustav von Bonin, Ehefrau des Hauptmann Joachim von Thümen (1876–1917), und ihr in Dessau geborener Sohn Achaz-Albrecht von Thümen; er war Zögling der alten Standesschule Ritterakademie Brandenburg. Die genannte Erbengemeinschaft lebte in den 1930er Jahren in Klein Briesen. Achaz-Albrecht von Thümen wohnte etwa seit 1940 dann in Berlin. Marie Frieda von Thümen wohnte (mindestens) bis 1940 in Klein Briesen. Das damalige 618 ha Gut verwaltete viele Jahre Förster Smolla.
Im Jahr 1928 wurde das Gut und der Ort Klein Briesen nach der neuen Kommunalverfassung mit der Landgemeinde Groß Briesen vereinigt und war dort Wohnplatz (1931). Diesen Status behielt die Gemeinde bis 1957. Ab 1964 war Klein Briesen ein Ortsteil von Groß Briesen.
Achaz-Albrecht von Thümen (1911–1998) wurde später Kanzler der Johann-Wolfgang-Goethe-Universität Frankfurt am Main.

### Bevölkerungsentwicklung
| Jahr      | 1772 | 1801 | 1817 | 1837 | 1858 | 1871 | 1885 | 1895 | 1905                   | 1925 |
| Einwohner | 94   | 85   | 76   | 70   | 79   | 78   | 62   | 65   | 59 und 5 (Wassermühle) | 20   |

## Kultur und Sehenswürdigkeiten

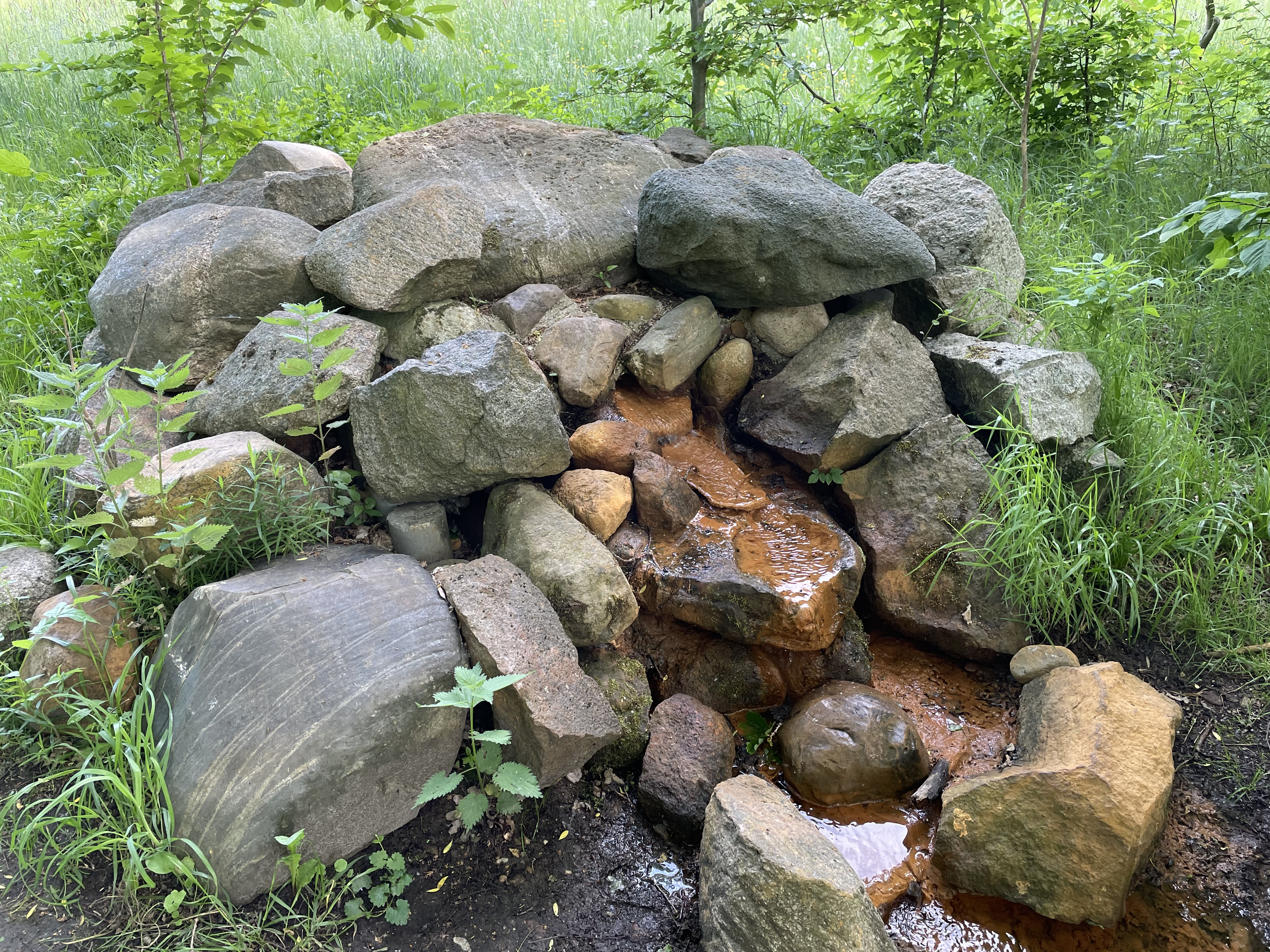
Artesischer Brunnen

- Die Dorfkirche Klein Briesen ist eine Fachwerkkirche aus dem Jahr 1691, die 1996 restauriert wurde. Über dem Südportal befindet sich ein Sandsteinrelief von Joachim Friedrich von Thümen († 1666). Die Kirchenausstattung ist im Wesentlichen bauzeitlich.
- Östlich des Dorfes befindet sich ein Artesischer Brunnen, der 1980 als Viehtränke angelegt und 1999 neu eingefasst wurde und in den Bullenberger Bach entwässert.[15]